# Ischioderes
Ischioderes – rodzaj chrząszczy z rodziny kózkowatych i podrodziny zgrzypikowych.

## Zasięg występowania
Przedstawiciele tego rodzaju występują w południowej Brazylii.

## Systematyka
Do Ischioderes należą 2 gatunki:
- Ischioderes bahiensis
- Ischioderes oncideroides